# 拉旺莱多勒
拉旺莱多勒（法語：Lavans-lès-Dole，法語發音：[lavɑ̃ le dɔl]，意为“多勒附近的拉旺”）是法国汝拉省的一个市镇，属于多勒区。

## 地理
拉旺莱多勒（47°9'20"N, 5°37'37"E）面积10.27 平方千米，位于法国勃艮第-弗朗什-孔泰大區汝拉省，该省份为法国东部内陆省份，北起上索恩省，西北接科多尔省，西临索恩-卢瓦尔省，南至安省，东与杜省和瑞士接壤。
与拉旺莱多勒接壤的市镇（或旧市镇、城区）包括：欧德朗日、奥克桑格、埃克朗-讷农、让德雷、拉旺若、马朗日、奥尔尚、乌尔、罗芒日。

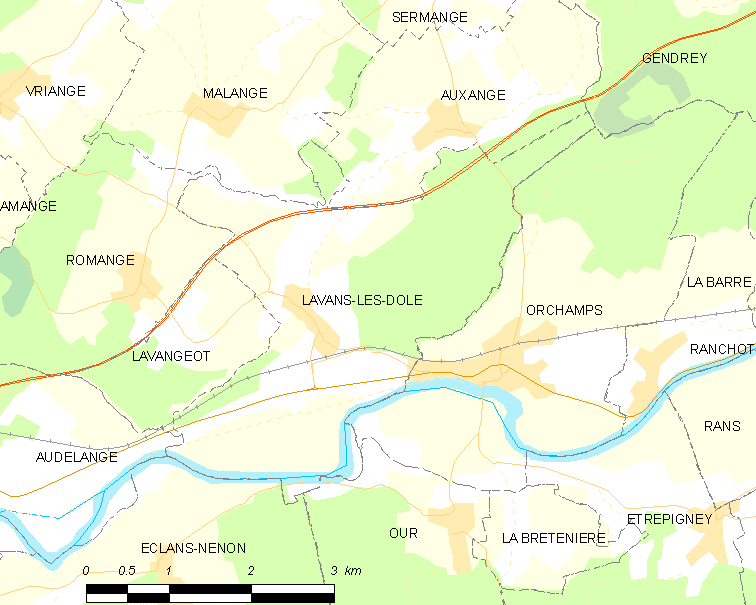
拉旺莱多勒的OSM定位图

拉旺莱多勒的时区为UTC+01:00、UTC+02:00（夏令时）。

## 行政
拉旺莱多勒的邮政编码为39700，INSEE市镇编码为39285。

## 政治
拉旺莱多勒所属的省级选区为欧蒂姆县。

## 人口

1962-2008年间拉旺莱多勒人口变化图示

拉旺莱多勒于2022年1月1日时的人口数量为327人。